# 克利俄

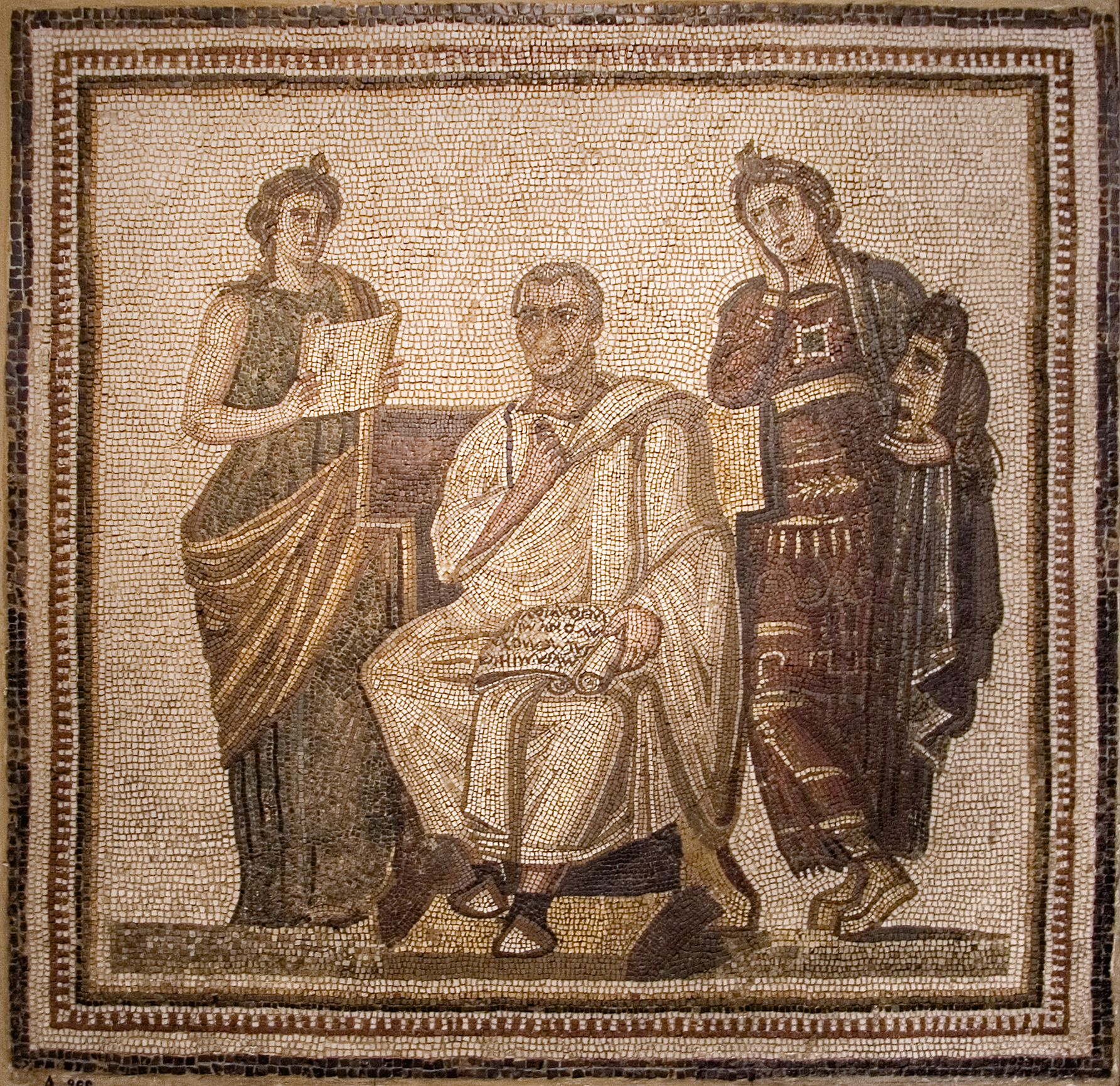
（左）拿著羊皮紙的克利俄；（中）羅馬詩人維吉爾；（右）拿著悲劇面具的悲劇繆斯墨爾波墨涅。《維吉爾鑲嵌畫》，定年於公元3世紀早期，現藏於突尼西亞巴爾杜國家博物館

克利俄（希臘語：Κλειώ）是希腊神话中九个缪斯女神之一，司掌历史。與其他繆斯女神一樣，她是宙斯與謨涅摩敘涅所生。
她与色萨利人皮埃羅斯生下雅辛托斯。她被描绘成拿着一卷羊皮纸或书写纸的神，亦稱為“宣扬者”。
克利俄的希臘語字根（κλέω/κλείω）意思為「使⋯⋯出名」或「慶祝」。
1865年8月25日發現的小行星史神星以克利俄的名字命名。

## 資料來源
1. ↑  .   [2009-02-03]. （原始内容存档于2009-01-22）.

## 外部連結
- CLIO  Greek goddess, Muse of history ; mythology ; pictures  KLEIO（页面存档备份，存于）
- 大英百科線上（台灣）[永久]